# (4012) Geballe
(4012) Geballe ist ein Hauptgürtelasteroid, der am 7. November 1978 von der US-amerikanischen Astronomin Eleanor Helin vom Palomar-Observatorium aus entdeckt wurde.
Der Asteroid wurde nach dem US-amerikanischen Astronom T. R. Geballe (* 1944) benannt.